# Jarosław Jagieła
Jarosław Jagieła (ur. 22 lutego 1954 w Częstochowie) – polski pedagog społeczny i psychoterapeuta, od 2003 roku profesor nadzwyczajny na Uniwersytecie Humanistyczno-Przyrodniczym im. Jana Długosza w Częstochowie i Akademii Ignatianum w Krakowie.

## Życiorys

### Wykształcenie i przebieg kariery naukowej
W 1979 roku ukończył z wyróżnieniem pedagogikę szkolną w Wyższej Szkole Pedagogicznej w Częstochowie, następnie podjął pracę na tej uczelni. W 1986 obronił doktorat (na podstawie pracy Analiza wybranych uwarunkowań działalności twórczej nauczyciela) uzyskując stopień doktora nauk humanistycznych w zakresie pedagogiki. W 2002 uzyskał habilitację nadaną przez Najwyższą Komisję Atestacyjną Federacji Rosyjskiej w Moskwie (na podstawie rozprawy Трансакционный анализ в теории педагогики и методике физического воспитания). W roku 2003 został mianowany profesorem nadzwyczajnym w Akademii im. Jana Długosza w Częstochowie oraz w roku 2006 w Akademii Ignatianum w Krakowie. Od roku 1992 pełni funkcję kierownika Zakładu Pedagogiki Społecznej i Terapii Pedagogicznej w AJD. Poza tym pełnił funkcje prodziekana Wydziału Pedagogicznego AJD (1999–2002), zastępcy dyrektora Instytutu Pedagogiki (1991–1994, 2002–2003), kierownika Katedry Psychologii AIK (2008−2012) oraz Katedry Psychoedukacji (od roku 2017), kierownika Podyplomowych Studiów Socjoterapii w AJD (2002–2008). Od roku 2010 jest kierownikiem Zespołu Badawczego Edukacyjnej Analizy Transakcyjnej w AJD (obecnie Zakładu Psychoprofilaktyki UJD). Redaktor naczelny czasopisma „Edukacyjna Analiza Transakcyjna” i serii wydawniczej „Biblioteka Edukacyjnej Analizy Transakcyjnej”. Autor szeregu monografii oraz ponad 200 artykułów naukowych i popularnonaukowych oraz kilkudziesięciu recenzji książkowych.

### Praktyka psychoterapeutyczna
Ukończył Studium Pomocy Psychologicznej Polskiego Towarzystwa Psychologicznego w 1986 roku oraz ponad 800 godzin szkoleń w zakresie różnych form i metod psychoterapii. Uzyskał rekomendację do prowadzenia psychoterapii przez superwizorów PTP (dr Wandę Sztander, dr n. med. Krzysztofa Jedlińskiego). Odbył szereg staży klinicznych (m.in. Klinika Psychiatrii, Oddział Nerwic, Akademii Medycznej w Lublinie, Wojewódzki Szpital Neuropsychiatryczny w Lublińcu. Oddział Psychiatrii Dzieci i Młodzieży – 1999). Pracował w charakterze psychoterapeuty na stanowisku starszego asystenta w Przychodni Medycyny Szkolnej w Częstochowie (Poradnia Psychoseksuologiczna, 1985-1999) oraz w Wojewódzkiej Przychodni Matki i Dziecka w Częstochowie (Poradnia Rodzinna 1989-1994). Od roku 1999 prowadzi prywatną praktykę psychoterapeutyczna, w której integruje analizę transakcyjną z innymi szkołami i kierunkami terapii indywidualnej, grupowej i rodzinnej oraz różnymi formami pomocy psychologiczno-pedagogicznej.

## Publikacje
- Wstęp do analizy transakcyjnej. Przewodnik dla studentów pedagogiki społecznej (Częstochowa 1992)
- Analiza transakcyjna w teorii i praktyce pedagogicznej, Częstochowa 1997, redakcja, ISBN 83-7098-262-X.
- Трансакционный анализ в теории педагогики и методике физического воспитания. Монография (Минск 2001) ISBN 985-6633-34-6.
- Komunikacja w szkole. Krótki przewodnik psychologiczny (Kraków 2004) ISBN 83-88725-70-X.
- Gry psychologiczne w szkole (Kielce 2004) ISBN 83-9187755-7-1.
- Trudny uczeń w szkole. Krótki przewodnik psychologiczny (Kraków 2005) ISBN 83-89947-55-2.
- Jedynak w szkole. Krótki przewodnik psychologiczny (Kraków 2006) ISBN 83-89947-75-7.
- Relacje w rodzinie a szkoła. Krótki przewodnik psychologiczny (Kraków 2007) ISBN 978-83-89947-21-8.
- Narcystyczna szkoła. O psychologicznej rzeczywistości szkoły (Kraków 2007) ISBN 978-83-89947-36-6.
- Socjoterapia w szkole. Krótki przewodnik psychologiczny (Kraków 2007) ISBN 987-83-89947-46-8.
- Kryzys w szkole. Krótki przewodnik psychologiczny (Kraków 2009) ISBN 978-83-8994-81-9.
- Szanse i bariery rozwoju człowieka (Częstochowa 2009, współredaktor Edyta Widawska) ISBN 978-83-7455-101-4.
- Analiza transakcyjna w edukacji (Częstochowa 2011,redakcja) ISBN 978-83-7455-206-6.
- Słownik analizy transakcyjnej (Częstochowa 2012) ISBN 978-83-7455-251-6.
- Edukacyjna Analiza Transakcyjna w kilku odsłonach (Częstochowa 2012) ISBN 978-83-7455-264-6.
- „Edukacyjna Analiza Transakcyjna” (Częstochowa, nr 1, 2012, redakcja) ISBN 978-83-7455-310-0, ISSN 2299-7466.
- „Edukacyjna Analiza Transakcyjna” (Częstochowa nr 2, 2013, redakcja) ISSN 2299-7466.
- „Edukacyjna Analiza Transakcyjna” (Częstochowa, nr 3, 2014, redakcja) ISSN 2299-7466.
- „Edukacyjna Analiza Transakcyjna” (Częstochowa, nr 4, 2015, redakcja) ISSN 2299-7466.
- „Edukacyjna Analiza Transakcyjna” (Częstochowa, nr 5, 2016, redakcja) ISSN 2299-7466.
- „Edukacyjna Analiza Transakcyjna” (Częstochowa, nr 6, 2017, redakcja) ISSN 2299-7466.
- Dlaczego analiza transakcyjna. Rozmowy o zastosowaniu analizy transakcyjnej w pracy nauczyciela i wychowawcy (Częstochowa 2015, współautor Adrianna Sarnat-Ciastko) ISBN 978-83-7455-430-5.
- Słownik terminów i pojęć badań jakościowych nad edukacją (Częstochowa 2015) ISBN 978-83-7455-432-9.
- Edukacyjna analiza transakcyjna na tle innych orientacji  psychopedagogicznych (Częstochowa 2018) ISBN 978-83-7455-568-5